# Сэнфорд (стадион)
«Сэнфорд Стэдиум» (англ. Sanford Stadium) — футбольный стадион, расположенный на территории кампуса Университета Джорджии в городе Атенс (США). Вмещает 92 746 зрителей и является десятым по величине стадионом в NCAA. С архитектурной точки зрения известен своими многочисленными расширениями на протяжении многих лет, которые были тщательно спланированы, чтобы соответствовать существующему «облику» стадиона. Вид на кампус и холмы Джорджии из открытой западной зоны заставил многих называть сооружение «самым красивым стадионом студенческого футбола», в то время как окружающее пространство сделало его одним из «лучших стадионов американского футбола, с самой громкой и самой устрашающей атмосферой». Во время матчей говорят, что играют «между живой изгородью» из-за того, что поле окружено живой изгородью из бирючины, которая была частью дизайна стадиона с момента его открытия в 1929 году. Нынешние кустики были посажены в преддверии Летних Олимпийских игр 1996.
Стадион является 11-м по величине в США и 17-м по величине в мире. В отличие от большинства стадионов с искусственными покрытиями, «Сэнфорд» с самого начала имел и продолжает иметь естественное травяное покрытие, засаженное Tifton 419 Bermuda Grass.

## История
Стадион назван в честь доктора Стедмана Винсента Сэнфорда, одного из основателей спортивного направления в Университете Джорджии. Сэнфорд прибыл в университет в качестве преподавателя английского языка в 1903 году. Позже он стал представителем факультета в спортивном комитете и в конечном итоге стал президентом университета и ректором всей университетской системы Джорджии. В 1911 году он перенёс футбольный стадион университета из его первоначального места в Херти Филд на место в центре кампуса, которое в его честь назвали Сэнфорд Филд.
В те первые годы футбола Джорджия провела серию резонансных игр против своего соперника по штата из «Джорджия Тек». Сэнфорд Филд был слишком маленьким, чтобы вместить большое количество людей, что вынудило Джорджию каждый год ездить на Грант Филд в Атланте. Сэнфорд хотел, чтобы в Джорджии было место, такое же как у «Тека», и «последняя капля» настала в 1927 году, когда непобеждённая на тот момент команда UGA отправилась к «Теку» и проиграла 0:12. Утверждалось, что «Тек» поливали поле всю ночь, чтобы замедлить бег UGA. Впоследствии Сэнфорд пообещал «построить стадион больше, чем у Тек», и проводить игры в Атенсе раз в два года.
Для финансирования своей идеи Сэнфорд задумал, что члены спортивной ассоциации подпишут векселя, гарантирующие получение банковского кредита для финансирования строительства стадиона. Этим гарантам будут предоставлены пожизненные места. Реакция была ошеломляющей и в 1928 году ссуда в размере 150 000 долларов при поддержке болельщиков и выпускников позволила начать строительство стадиона, общая стоимость которого составила 360 000 долларов.
Рядом с существующим Сэнфорд-Филдом находилась невысокая местность между историческим Северным кампусом и Научным кампусом (на юге) с небольшим ручьём (Таньярд-Крик), протекавшим через него, что создавало явно предпочтительный выбор для расположения нового стадиона. Эта естественная долина, содержащая ручей, приведёт к снижению затрат, так как на возвышающихся склонах холма можно будет построить трибуны, а ручей можно заключить в бетонную водопропускную трубу, на вершине которой будет построено поле. Архитектором стадиона был TC Atwood из Чапел-Хилл (штат Северная Каролина), где только что закончили строить «Кинан Мемориэл Стэдиум» с аналогичным дизайном. Стадион на 30 000 мест был построен в значительной степени за счёт труда заключённых, как и многие общественные работы того времени.
Строительство стадиона было завершено в срок, а UGA убедила Йельский университет, который исторически поддерживал тесные связи с UGA, стать их первым соперником на новом стадионе. (Это также был первый футбольный матч Йельского университета на Юге.) 12 октября 1929 года толпа из более чем 30 000 человек заплатила по 3 доллара за билет, чтобы посмотреть, как «Бульдоги» под руководством тренера Гарри Мере обыграли Йельский университет со счётом 15:0. В то время это был рекорд посещаемости студенческого футбола на юге, на игре присутствовали губернаторы всех девяти южных штатов. Йель пожертвовал свою половину выручки от игры, чтобы погасить ссуду на строительство, которая впоследствии будет полностью выплачена всего за пять лет. Доктор Сэнфорд также присутствовал на этой игре и посетил многие игры Джорджии на стадионе, названном в его честь, до своей смерти 15 сентября 1945 года.
Живые изгороди стадиона «Сэнфорд» окружали поле со времён первой игры против Йельского университета в 1929 году. Идея создать живую изгородь вокруг поля принадлежит бизнес-менеджеру спортивного департамента UGA Чарли Мартину. Мартин утверждал, что вдохновился этой идеей во время посещения «Роуз Боул», где он увидел живую изгородь из роз на том стадионе. Розы не подходили под климат Атенса, поэтому вместо них были использованы живые изгороди из бирючины. Шесть других стадионов SEC скопировали это и теперь тоже имеют живые изгороди, что делает эту функцию больше не уникальной для UGA, но у Джорджии есть единственный стадион, на котором живая изгородь полностью окружает игровое поле.
Существуют разногласия относительно того, какой именно вид живой изгороди высаживают на стадионе «Сэнфорд». UGA Media Guide утверждает, что эта изгородь является «живой изгородью из английской бирючины». Агент расширения округа в Атенсе, однако, утверждает, что живая изгородь состоит из китайской бирючины (Ligustrum sinense).
Изгороди не только косметический элемент, но и эффективная (хотя возможно и непреднамеренная) мера сдерживания фанатов. На фотографиях это не видно, но живые изгороди растут вокруг забора из металлической сетки, который останавливает людей, пытающихся попасть к полю. Несмотря на то, что основной транспортный путь, ведущий к выходу со стадиона с обеих трибун, проходит прямо вдоль живой изгороди, болельщики штурмовали поле и сносили стойки ворот всего один раз за всю историю стадиона «Сэнфорд». Это произошло после игры Джорджия — Теннесси 7 октября 2000 года.
В мае 2019 года представители университета объявили, что игровое покрытие стадиона будет названо в честь бывшего главного тренера «Бульдогс» и спортивного директора Винса Дули. Официальное посвящение «Дули Филда» состоялось 7 сентября на матча открытия «бульдогов» в 2019 году.
21 сентября 2019 года стадион Сэнфорд установил рекорд посещаемости в 93 246 человек, наблюдавших за победой «Бульдогс» над «Нотр-Дамом». Алюминиевые трибуны были добавлены, чтобы увеличить вместимость стадиона на 500 человек в связи с соглашением между UGA и Университетом Нотр-Дам о выделении 8000 билетов для посетителей на каждую домашнюю игру.

## Известные матчи
- 12 октября 1929: Первая игра на стадионе, во время которая «Джорджия» разгромила Йельский университет со счётом 15:0.[8]
- 25 октября 1940: Первая игра под искусственным освещением, в которой «Джорджия» разошлась миром с «Кентукки» 7:7.[9]
- 14 ноября 1959: Победный тачдаун на последних секундах привёл «Джорджию» к минимальной победе 14:13 над «Оберном» и чемпионству Юго-Восточной конференции.[10]
- 9 сентября 1965: В первой игре второго сезона под руководством Винса Дули «Джорджия» обыграла национальных чемпионов из «Алабамы Кримсон Тайд» 18:17, вырвав победу в конце матча.[11]
- 22 сентября 1984: «Джорджия» одержала победу над «Клемсоном» на последней секунде 60-ярдовым броском с игры Кевина Батлера.[12]
- 28 октября 1995: Университет Флориды стал первой командой, которая смогла набрать 50+ очков в игре против «Джорджии» на «Сэнфорде». Рекорд в 52 набранных очка держится до сих пор.[13]
- 7 октября 2000: «Бульдоги» прервали 9-матчевую проигрышную серию против «Теннесси», одержав победу со счётом 21:10. Это был первый и единственный на данный момент раз, когда болельщики прорвались на поле.[12]
- 10 ноября 2007: В первой игре блэк-аута «бульдоги» удивили одетых в чёрное зрителей, впервые в своей истории надев чёрные футболки.[12]
- 7 сентября 2019: Поле было официально названо как «Дули Филд».[14]
- 21 сентября 2019: Установлен рекорд посещаемости в 93 246 зрителей на матче против «Нотр-Дама».[15]

## Олимпийские игры 1996
Стадион принимал решающие матчи футбольного турнира на летних Олимпийских играх 1996 года. Поскольку требуемые размеры футбольного поля шире, чем у поля для американского футбола, изгороди, окружающие поле, пришлось удалить. Это оказалось спорным решением, поскольку широкой общественности не было известно, что живые изгороди должны быть убраны для проведения олимпийских футбольных матчей. Чтобы подготовиться к этому событию, за три года до Олимпийских игр с оригинальных живых изгородей были взяты черенки и выращены на секретном участке за пределами кампуса. Позже было обнаружено, что это «секретное место» находилось в 70 милях (110 км) в питомнике Р. А. Дадли в Томсоне, штат Джорджия. Во время Олимпийских игр Нигерия и США выиграли золотые медали по футболу среди мужчин и женщин соответственно, на стадионе без живой изгороди. По окончании Олимпиады недавно выращенные живые изгороди были пересажены из питомника Дадли на стадион. «Сэнфорд» сообщил Федерации футбола США, что не будет заинтересован в проведении возможных матчей чемпионата мира, если США получат одобрение.

## Галерея

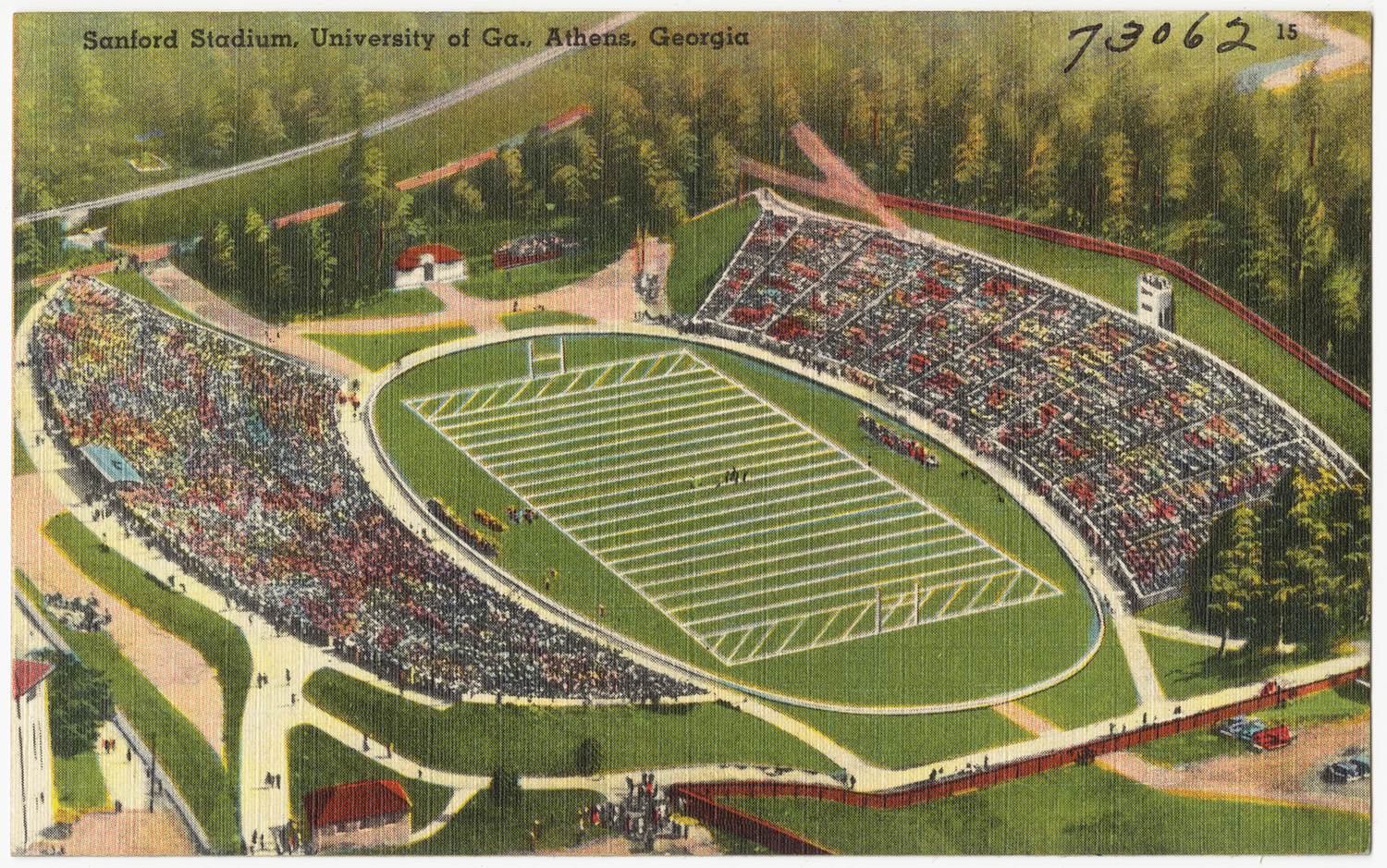
Ранняя открытка с изображением стадиона, между 1930 и 1945 годами
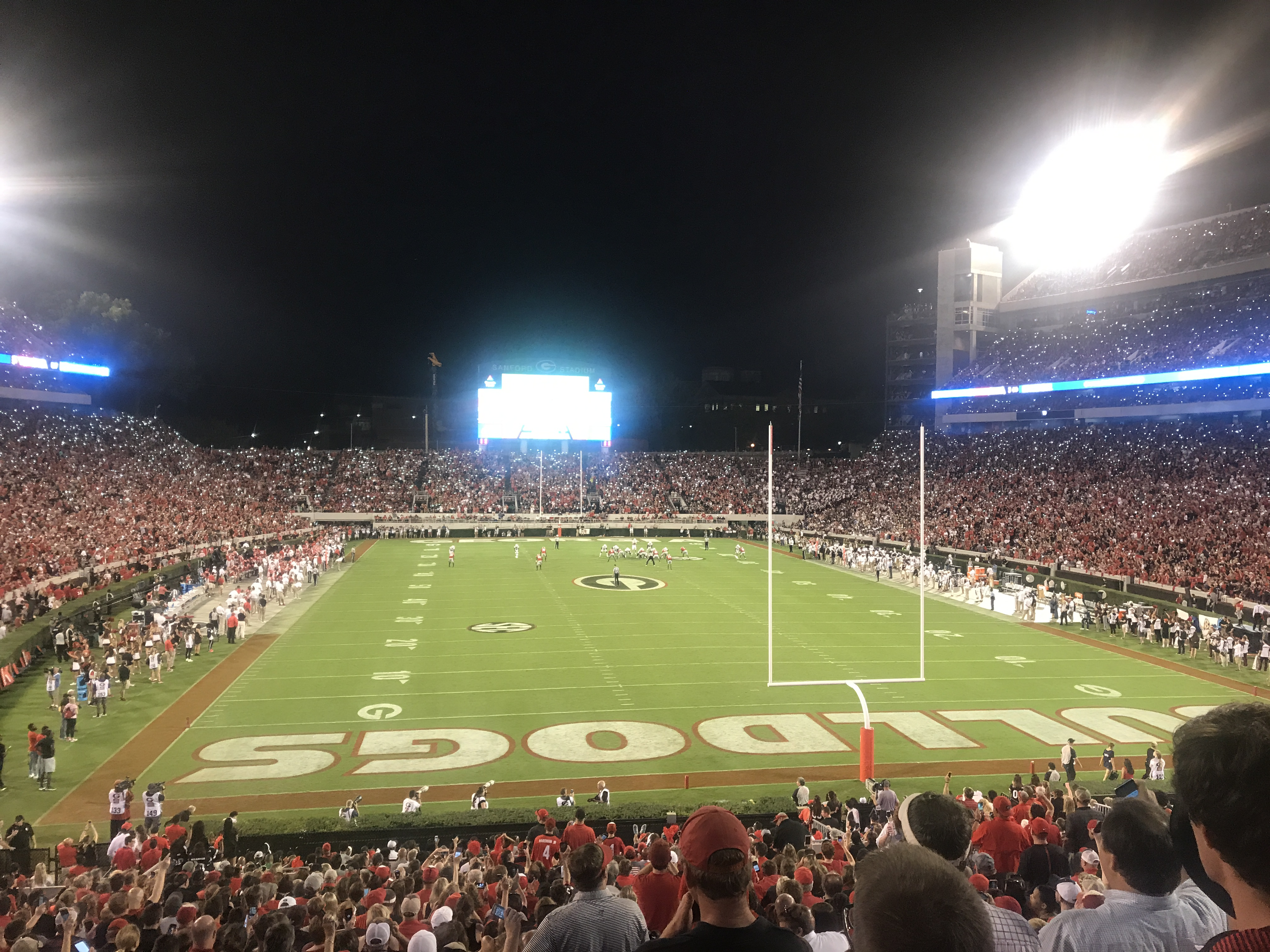
Болельщики «Джорджии» «освещают» стадион своими мобильными телефонами, 2017 год
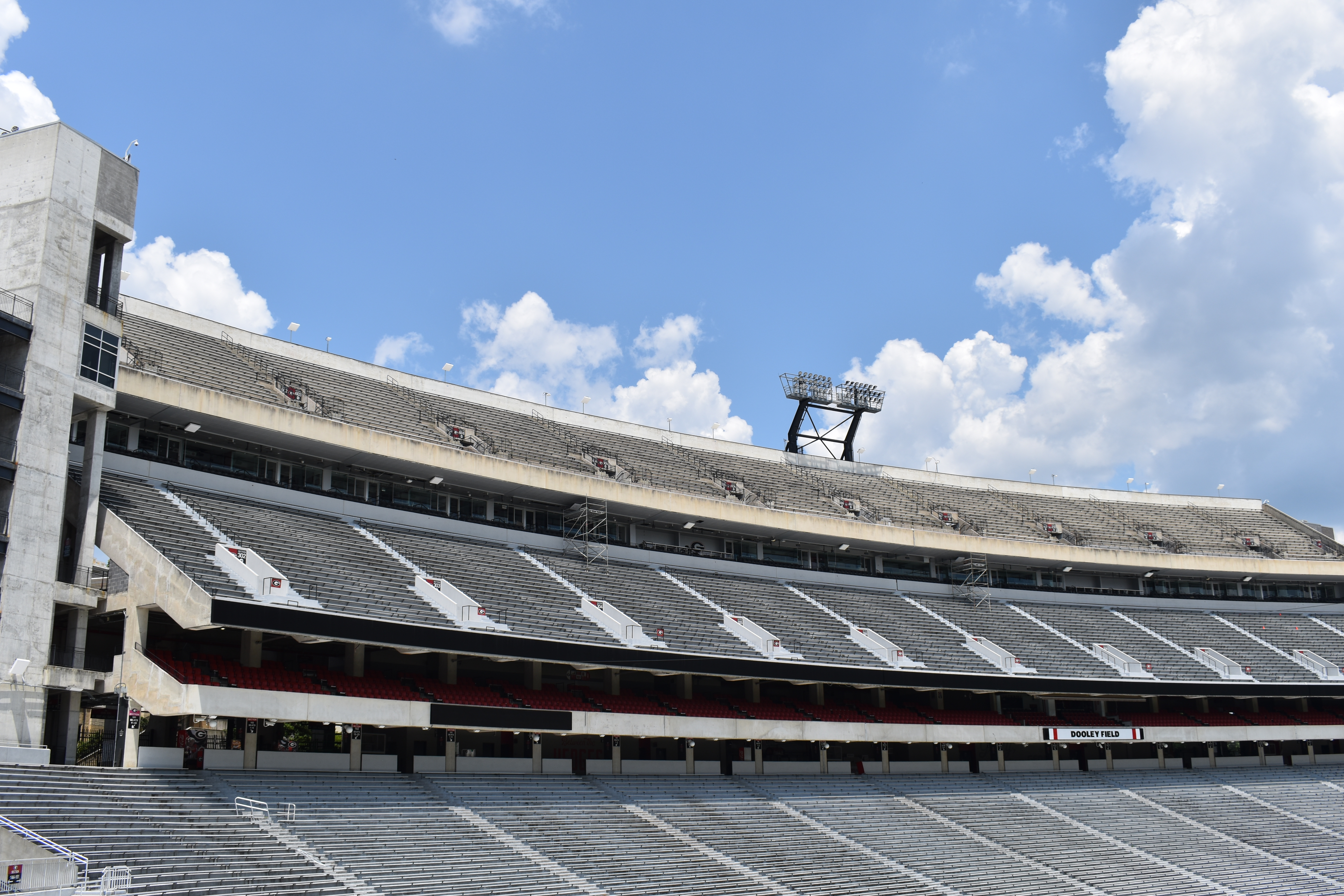
Северные трибуны стадиона, июль 2020